# COSMOTE
A Cosmote Telekom, röviden Cosmote, Görögország legnagyobb mobilhálózati szolgáltatója. A cég székhelye Athénban található, és a OTE, Görögország legnagyobb távközlési szolgáltatójának teljes tulajdonú leányvállalata.

## Története
A Cosmote Telekom, Görögország legnagyobb mobilhálózati szolgáltatója, 1997 októberében alakult, majd 1998 áprilisában vette fel a Cosmote nevet, és egy évvel később, 1999-ben kezdte meg kereskedelmi működését.
2009-ben, a Deutsche Telekom megvásárolta az OTE 40%-át. 2010-ben a Cosmote  elsőként vezette be Görögországban az LTE technológiájú, 100 Mbps sebességű negyedik generációs mobilhálózatot kísérleti jelleggel. 2014-ben szintén elsőként tesztelt 4G+ mobil szélessávú hálózatot.
2015 októberében a Cosmote az OTE összes termékének és szolgáltatásának egységes kereskedelmi márkájává vált. Ekkor vezették be a Cosmote One-t, egy kommunikációs és szórakoztató szolgáltatáscsomagot, amely a fogyasztók beszéd-, internet- és szórakozási igényeit elégíti ki, valamint a Cosmote Business One-t, amely vállalatok számára kínál vezetékes, mobil, internet, felhőalapú és telefonközponti szolgáltatásokat.
2018-ban az OTE új piacokra lépett, kezdve a Cosmote Insurance biztosítási szolgáltatásaival és a Cosmote Payments elektronikus fizetési megoldásaival. 
2025 áprilisában a Cosmote bejelentette, hogy összevonja kereskedelmi márkáját a Telekommal, és új vállalati arculattal Cosmote Telekom néven működik tovább.

## Fordítás
- Ez a szócikk részben vagy egészben  a   Cosmote Telekom című görög Wikipédia-szócikk ezen változatának fordításán alapul.  Az eredeti cikk szerkesztőit annak laptörténete sorolja fel. Ez a jelzés csupán a megfogalmazás eredetét és a szerzői jogokat jelzi, nem szolgál a cikkben szereplő információk forrásmegjelöléseként.

## Lásd még
- Deutsche Telekom